# Agave harrisii
Agave harrisii är en sparrisväxtart som beskrevs av William Trelease. Agave harrisii ingår i släktet Agave och familjen sparrisväxter.
Artens utbredningsområde är Jamaica. Inga underarter finns listade i Catalogue of Life.